# Сфакс
Сфакс (на арабски: صفاقس‎‎) е град в Тунис, административен център на провинция Сфакс. Наричан е Южна столица на Тунис.

## География
Разположен е на 270 км южно от столицата, на северозападния бряг на Габеския залив на Средиземно море. Населението на града е 295 496 души според преброяването от 2014 г.

## История
След като Аглабидите отвоюват района в края на ІХ век, е изградена Сфакската касба (градска крепост) през 849 г. от руините на римския град Тапарура (Taparura), преди това берберски гр. Сифакс (Syphax).
От 1095 до 1099 г. Сфакс е малко независимо емирство. Завладян е от краля на Сицилия Рожер II през 1148 г. След 3-годишно въстание е върнат в мюсюлманската сфера на Алмохадите (1159). Става важно убежище на берберските пирати, след като издържа нападение на Венеция през 1785 г. Преживява въстанието на Али Бен Гедахем срещу бея на Тунис (1864) и въстанието за отказ от френски протекторат (1881), когато е бомбардиран от французите.
През Втората световна война в Сфакс е изградена важна военноморска база на Силите на Оста (1942 – 1943), поради което е бомбардиран през Туниската кампания на Съюзниците. По време на борбата за национално освобождение в града са убити синдикалистът Фархат Хашед (1952) и политикът Хеди Шакер (1953).

## Икономика
Основните отрасли на икономиката в града са фосфатната промишленост, отглеждането на маслини, производството на зехтин, риболовът и търговията (внос-износ).
Сфакс разполага с най-голямото пристанище на страната. Обслужва се от теснолинейка на националните железници, автомагистрала A1 Сфакс – Тунис, международното летище Сфакс-Тина.

## Други
В града функционират 2 висши училища – инженерно и икономическо, както и медицински факултет.
Сред забележителностите са:
- Порта на Съвета (Баб Диуан) – главната порта на Медината (Стария град), от XІV век
- Сфакска касба (градска крепост)
- дворец Дар Джелули – от XVIII век
- Музей на народното изкуство и традиции
- Голяма джамия на двете старици (Джами ел-Азузейн) – от ІX век
- Джамия на Повелителя на морето (Сиди ел-Бахри)